# Leuchtturm List Ost
Der rot-weiß gestreifte Leuchtturm List Ost steht auf der Ellenbogen genannten Sylter Halbinsel und ist nach dem Leuchtturm List West das zweitnördlichste Leuchtfeuer Deutschlands. Es wurde im Jahr 1857 erbaut und am 1. Januar 1858 in Betrieb genommen. Seit 1977 ist das Feuer des Turms ferngesteuert. Aufgrund seiner Nähe zu einer Steilkante galt der Leuchtturm List Ost noch um 2003 als absturzgefährdet, seit etwa 2007 ist die Küstenerosion der Steilkante jedoch zum Stillstand gekommen.

## Besonderheiten
List Ost ist zusammen mit seinem Zwillingsturm, dem Leuchtturm List West, der älteste aus Gusseisen hergestellte Leuchtturm  Deutschlands. Der Leuchtturm ist der Öffentlichkeit nicht zugänglich.